# Qubbat al-Chazna

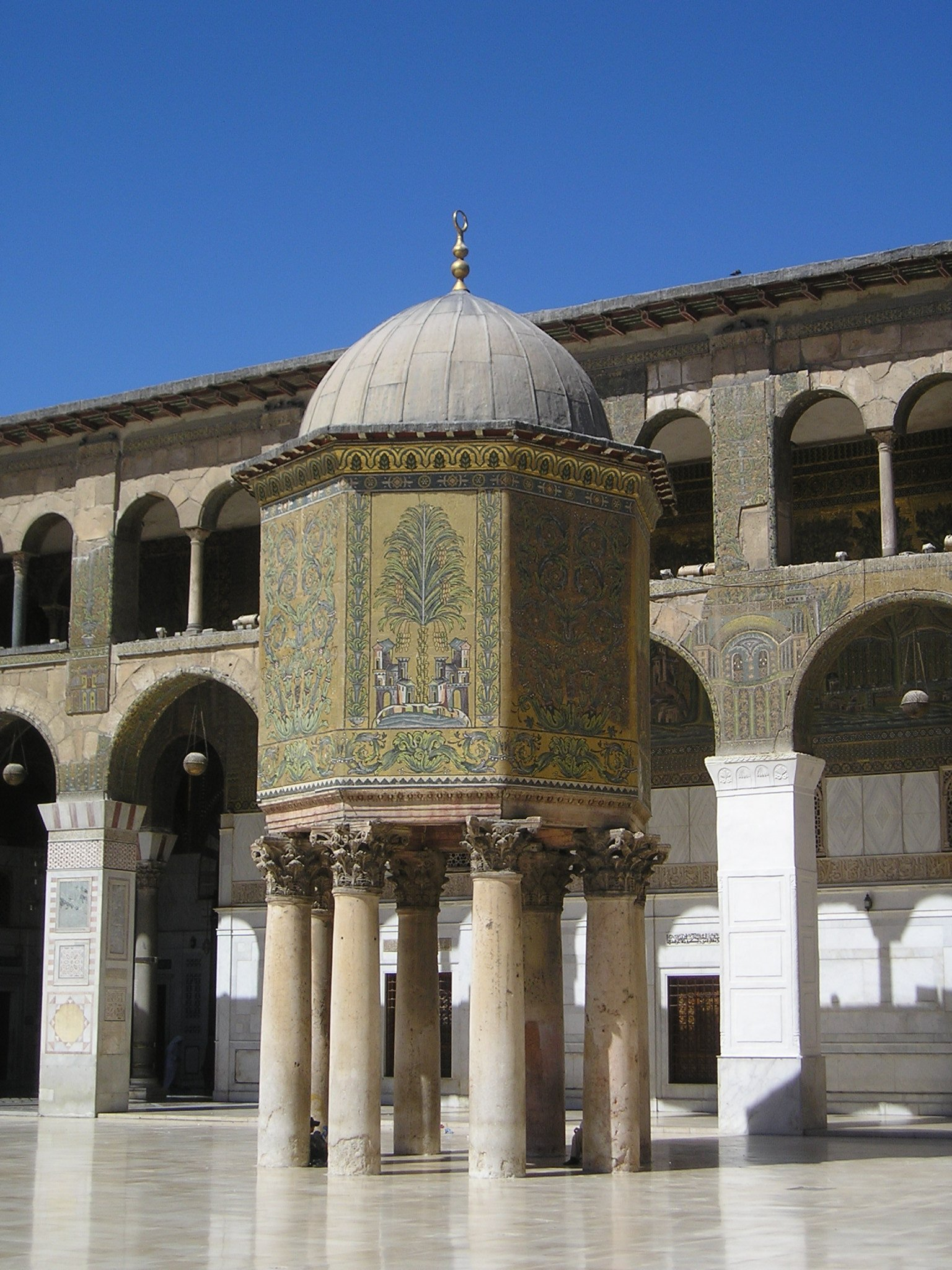
Qubbet el-Chasne

Qubbat al-Chazna (arabisch قبة الخزنة, DMG Qubbat al-Ḫazna, englisch Qubbat al-Khazna, deutsch Schatzhaus) ist ein Gebäude im Hof der Umayyaden-Moschee in Damaskus. Es ist ein oktogonaler Bau auf acht römischen Säulen mit einer Kuppel. Es wurde 789 errichtet und enthielt möglicherweise ursprünglich den Schatz der Moschee. Vielleicht wurden dort auch nur Einnahmen aus Steuern aufbewahrt.

## Handschriften
In späteren Jahrhunderten wurden dort Handschriften (-Fragmente) in arabischer, aramäischer, armenischer, georgischer, griechischer, hebräischer, koptischer, lateinischer und syrischer Sprache aufbewahrt.
Diese Sammlung war für europäische Gelehrte nahezu unzugänglich. Nach der Palästinareise Kaiser Wilhelms II. im Herbst 1898 wurde die Sammlung für die Forschung kurzzeitig zugänglich gemacht. 1900 und 1901 untersuchte der deutsche Theologe Bruno Violet die Handschriften in Damaskus nach Christlichem. 1903 wurden ausgewählte Stücke nach Berlin ausgeliehen, zuerst in die Museumsbibliothek, seit 1904 in die Staatsbibliothek als Depositum. Im Frühjahr 1909 wurden sie in die Türkei zurückgeschickt, eine Reihe von Texten vorher fotografiert.
Die gesamte Anzahl wurde auf bis zu 150.000 geschätzt. Der weitere Verbleib ist unklar. Die meisten sollen nach Istanbul gekommen sein, einige möglicherweise in das Nationalmuseum in Damaskus.